# Джеймс Сендс
Джеймс Гобан Сендс (англ. James Hoban Sands; нар. 6 липня 2000, Рай, Нью-Йорк, США) — американський футболіст, захисник клубу «Нью-Йорк Сіті» і збірної США.
На правах оренди грає в німецькому «Санкт-Паулі».

## Клубна кар'єра
Сендс приєднався до футбольного клубу «Нью-Йорк», дочірньої команди «Нью-Йорк Сіті», у віці 10 років. У 2015 році він приєднався до академії «Сіті» разом зі своїм братом-близнюком Віллом Сендсом.
21 червня 2017 року 16-річний Джеймс підписав професійний контракт з «Нью-Йорк Сіті», який набував чинності з 1 липня, ставши першим доморощеним гравцем в історії клубу. Його професійний дебют відбувся 16 вересня в матчі проти «Колорадо Репідз», в якому він вийшов на заміну в другому таймі замість Андреа Пірло.
15 серпня 2018 року Сендс вирушив у короткострокову оренду в клуб USL «Луїсвілл Сіті» до 1 вересня. За «Луїсвіл Сіті» він дебютував 22 серпня в матчі проти «Шарлотт Індепенденс», відзначившись гольовою передачею і загалом провів три гри.
З сезону 2019 році Сендс став основним гравцем «Сіті». Кінцівку сезону MLS 2020 року він пропустив через перелом правої ноги. 4 березня 2021 року Сендс продовжив контракт з «Нью-Йорк Сіті» на п'ять років і за підсумками того сезону виграв MLS, зігравши втому числі і у фінальному матчі проти «Портленд Тімберз» (1:1, пен. 4:2) ставши чемпіоном США. Того ж року взяв участь у Матчі усіх зірок MLS, в якому збірна MLS обіграла збірну чемпіонату Мексики (1:1, пен. 3:2).
5 січня 2022 року Сендс відправився в оренду в клуб чемпіонату Шотландії «Рейнджерс» на 18 місяців з опцією викупу. За «Рейнджерс» він дебютував 18 січня в матчі проти «Абердина». Того ж сезону він став з командою володарем Кубка Шотландії та фіналістом Ліги Європи, але основним гравцем не був.
В січні 2025 року Сендс до кінця сезону відправився в оренду в німецький клуб «Санкт-Паулі».

## Міжнародна кар'єра
У 2017 році Сендс у складі юнацької збірної США посів друге місце на юнацькому чемпіонаті КОНКАКАФ у Панамі. На турнірі він зіграв у п'яти матчах і був включений до символічної збірної турніру.
У тому ж році Джеймс взяв участь у юнацькому чемпіонаті світу в Індії. На турнірі він зіграв у п'яти матчах і став з командою чвертьфіналістом турніру.
Сендс був включений до складу збірної США на Золотий кубок КОНКАКАФ 2021 року. 11 липня 2021 року в матчі першого туру групового етапу турніру проти збірної Гаїті, замінивши на 76-й хвилині Ніколаса Джоаккіні, він дебютував за збірну США. Зігравши на турнірі в усіх шести іграх, він допоміг своїй команді здобути золоті нагороди континентальної першості.

## Досягнення
- Чемпіон MLS (володар Кубка MLS): 2021
- Володар Кубка Шотландії: 2021/22
- Володар Золотого кубка КОНКАКАФ: 2021

### Індивідуальні
- Член символічної збірної юнацького чемпіонату КОНКАКАФ: 2017
- Учасник Матчу всіх зірок MLS: 2021[25]